# Winnigstedt
Winnigstedt är en kommun i Landkreis Wolfenbüttel i förbundslandet Niedersachsen i Tyskland. 
Kommunen bildades 1 april 1939 genom en sammanslagning av de tidigare kommunerna Groß Winnigstedt och Klein Winnigstedt.
Kommunen ingår i kommunalförbundet Samtgemeinde Elm-Asse tillsammans med ytterligare elva kommuner.